# Bernardo de Balbuena
Bernardo de Balbuena (Valdepeñas, Kasztília-La Mancha, 1568. november 20. – Puerto Rico, 1627. október 11.) dél-amerikai költő.
Balbuena még gyermekként érkezett Mexikóba és több helyen is lakott: Guadalajaraban, Jaliscóban és Mexikóvárosban. 1606-ban visszautazott szülőföldjére, hogy teológiai tanulmányokba kezdjen. 1610-ben apát lett Jamaicán, ahol birtoka is volt. 1620-ban Puerto Rico egyik első püspöke lett. Az irodalmat korán felfedezte, már 17 éves korában verseket írt. Lelkipásztori illetve püspöki kötelességei mellett is talált időt arra, hogy hosszú és elegáns verseket írjon rendkívül részletes leírásokkal fűszerezve, melyek kiváló példái a barokkos érzelmi telítettségnek vagy akár túlzásnak. 1625-ben holland kalózok támadtak Puerto Ricóra, és nemcsak könyvtára, de a legtöbb kézirata is megsemmisült.

## Fő műve
Három epikus költemény:
- El siglo de oro (Az arany korszak), Madrid 1608, 2. kiadás 1821), bukolikus novella prózában és versekben
- La grandeza mexicana (Mexikó nagysága), Mexikó 1609, a város költői leírása
- El Bernardo, ó la victoria de Roncesvalles, 40 ezer vers hosszúságú eposz, amely Bernardo del Carpio történetét meséli el (Madrid 1624, 2. kiadás 1808)